# Мілфорд (Іллінойс)
Мілфорд (англ. Milford) — селище (англ. village) в США, в окрузі Іроквай штату Іллінойс. Населення — 1158 осіб (2020).

## Географія
Мілфорд розташований за координатами 40°37′39″ пн. ш. 87°41′47″ зх. д. / 40.62750° пн. ш. 87.69639° зх. д. (40.627588, -87.696269).  За даними Бюро перепису населення США в 2010 році селище мало площу 1,67 км², уся площа — суходіл. В 2017 році площа становила 2,80 км², уся площа — суходіл.

## Демографія
Згідно з переписом 2010 року, у селищі мешкало 1306 осіб у 581 домогосподарстві у складі 341 родини. Густота населення становила 783 особи/км².  Було 655 помешкань (393/км²).
Расовий склад населення:
| - 97,2 % — білих - 0,3 % — чорних або афроамериканців - 0,1 % — азіатів - 1,8 % — осіб інших рас |

До двох чи більше рас належало 0,6 %. Частка іспаномовних становила 2,8 % від усіх жителів.
За віковим діапазоном населення розподілялося таким чином: 22,6 % — особи молодші 18 років, 58,3 % — особи у віці 18—64 років, 19,1 % — особи у віці 65 років та старші. Медіана віку мешканця становила 43,5 року. На 100 осіб жіночої статі у селищі припадало 89,3 чоловіків;  на 100 жінок у віці від 18 років та старших — 89,3 чоловіків також старших 18 років.
Середній дохід на одне домашнє господарство  становив 51 482 долари США (медіана — 37 604), а середній дохід на одну сім'ю — 60 517 доларів (медіана — 43 375). Медіана доходів становила 40 357 доларів для чоловіків та 31 938 доларів для жінок. За межею бідності перебувало 17,4 % осіб, у тому числі 26,6 % дітей у віці до 18 років та 8,8 % осіб у віці 65 років та старших.
Цивільне працевлаштоване населення становило 583 особи. Основні галузі зайнятості: освіта, охорона здоров'я та соціальна допомога — 30,9 %, виробництво — 17,0 %, будівництво — 12,3 %, роздрібна торгівля — 8,2 %.